# Comuna de Skomlin
Skomlin (polaco: Gmina Skomlin) é uma gminy (comuna) na Polónia, na voivodia de Lodz e no condado de Wieluński. A sede do condado é a cidade de Skomlin.
De acordo com os censos de 2004, a comuna tem 3463 habitantes, com uma densidade 63 hab/km².

## Área
Estende-se por uma área de 54,95 km², incluindo:
- área agrícola: 77%
- área florestal: 14%

## Demografia
Dados de 30 de Junho 2004:
|                      | Total   | Total | Mulheres | Mulheres | Homens  | Homens |
| -------------------- | ------- | ----- | -------- | -------- | ------- | ------ |
|                      | pessoas | %     | pessoas  | %        | pessoas | %      |
| População            | 3463    | 100   | 1750     | 50,5     | 1713    | 49,5   |
| Densidade (pop./km²) | 63      | 100   | 31,8     | 31,8     | 31,2    | 31,2   |

De acordo com dados de 2002, o rendimento médio per capita ascendia a 1314,07 zł.

## Subdivisões
- Bojanów, Brzeziny, Klasak Duży, Maręże,  Skomlin, Toplin, Walenczyzna, Wichernik, Wróblew, Zbęk.

## Comunas vizinhas
- Biała, Gorzów Śląski, Łubnice, Mokrsko, Praszka, Wieluń